# Jens Zetlitz
Jens Zetlitz, född 26 januari 1761, död 14 januari 1821, var en norsk poet och präst från Stavanger som i slutet av 1700-talet flyttade till Köpenhamn för att studera teologi. Där blev han medlem i Det Norske Selskab och blev känd för sina sällskapssånger och dryckesvisor. Efter studierna återvände han till Norge och verkade som kyrkoherde i Vikedal och senare Kviteseid. Han fick med Maren Elisabeth Bull fyra döttrar.
Zetlitz har i dag gator uppkallade efter sig i Stavanger och Oslo.